# Thelypteris lumbricoides
Thelypteris lumbricoides är en kärrbräkenväxtart som beskrevs av Alan Reid Smith och M. Kessler. Thelypteris lumbricoides ingår i släktet Thelypteris och familjen Thelypteridaceae. Inga underarter finns listade.